# Vira Vijaya Bukka Raya
Veera Vijaya Bukka Raya o Vijaya Raya (fl. XV secolo) è stato un rajah dell'Impero Vijayanagara dell'India meridionale dal 1422 al 1424, appartenente alla Dinastia Sangama.
Veera Vijaya Bukka Raya era figlio di Deva Raya I e succedette a suo fratello Ramachandra Raya, nel 1422 alla guida dell'Impero Vijayanagara. Similmente a Ramachandra Raya, Vijaya Raya non si distinse particolarmente durante il suo breve regno che si concluse nel 1424 quando salì al potere suo figlio, Deva Raya II.